# Clitel·les
Clitel·les (en llatí Clitellae, en grec antic κανθήλια 'kanzelia' sàrries) eren les dues bosses que es posaven als dos costats del cavall, mula o ase, per portar objectes diversos.
La paraula s'usava sempre en plural, ja que n'eren dues, una a cada costat. A la Itàlia romana es posaven a les mules i ases però en altres llocs de l'imperi, es posaven també als cavalls. Plaute anomenava homo clitellarius al que aguantava sobre les seves espatlles una gran càrrega, ja fos moral o física.
Sext Pompeu Fest diu que les clitel·les eren també un instrument de tortura, i, per extensió, un lloc a Roma. També diu que el nom es donava a una gran cistella de vímet que es portava lligada a l'esquena i on es carregaven els raïms a la verema.

## Columna de Trajà
Algunes atzembles amb "clitellae" estan representades a la columna de Trajà.